# Turn-Weltmeisterschaften 1905

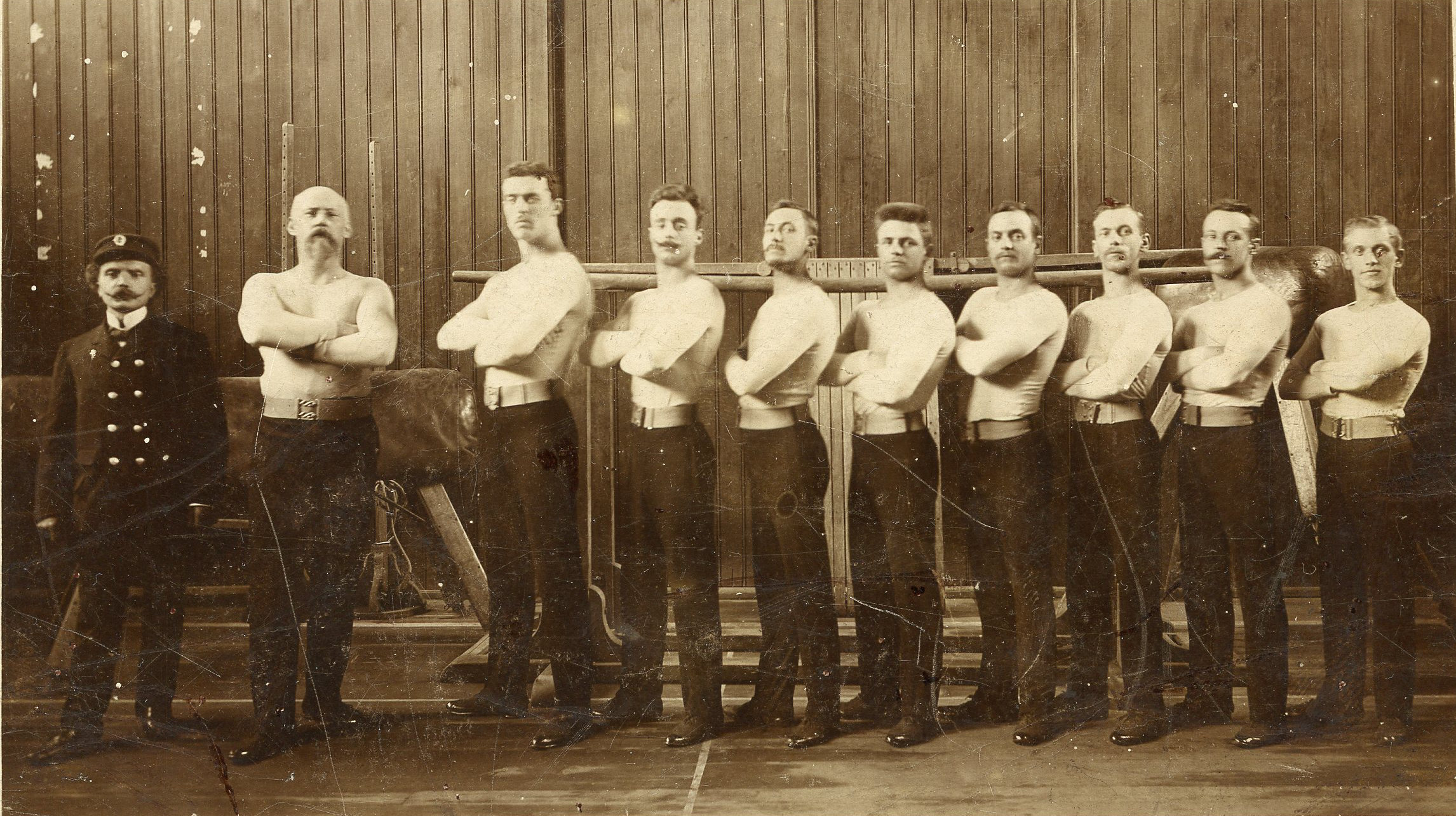
Die niederländische Mannschaft um Riegenführer J. de Boer (links) belegte den zweiten Platz beim Bundesfest im April 1905.

Das 31. Bundesfest der Union des sociétés de gymnastique de France (französisch Fête Fédérale de l’Union des Sociétés de Gymnastique de France) wurde am 22. und 23. April 1905 in Bordeaux, der Heimatstadt des Verbandspräsidenten Charles Cazalet, ausgetragen. Die Veranstaltung wurde später von der Fédération Internationale de Gymnastique zur zweiten Turn-Weltmeisterschaft erhoben. Einziger offizieller Wettbewerb war der Mannschaftsmehrkampf, an dem sich Belgien, Frankreich, Luxemburg und die Niederlande beteiligten, während andere Nationen der Einladung wie bereits im Jahr 1903 nicht gefolgt waren. Bei den Ergebnissen im Einzelmehrkampf sowie an den Geräten Barren, Pauschenpferd und Reck handelt es sich jeweils um Resultate, die erst später vom Weltverband als gesonderte Wertungen anerkannt wurden. Weitere Geräte waren aufgrund unterschiedlicher Auffassungen unter den teilnehmenden Nationen nicht zum Bestandteil des Wettbewerbs geworden.

## Medaillengewinner
| Disziplin       | Gold                        | Silber          | Bronze                       |
| --------------- | --------------------------- | --------------- | ---------------------------- |
| Mannschaft      | Frankreich                  | Niederlande     | Belgien                      |
| Einzelmehrkampf | Marcel Lalu                 | Daniel Lavielle | Lucien Démanet               |
| Barren          | Marcel Lalu Joseph Martínez | —               | Pierre Payssé                |
| Pauschenpferd   | Georges Dejaeghère          | Marcel Lalu     | Daniel Lavielle              |
| Reck            | Marcel Lalu                 | Joseph Martínez | Lucien Démanet Pierre Payssé |

## Ergebnisse

### Mannschaft
| Rang | Team | Punkte  |
| ---- | --- | ------- |
| 1    | FrankreichGeorges Dejaeghère, Lucien Démanet, Marcel Lalu, Daniel Lavielle, Joseph Martínez, Pierre Payssé | 1075,50 |
| 2    | Niederlande (mit zwei Ersatzturnern)G. J. Douw (Rotterdam), B. Florijn (Utrecht), Dirk Janssen (Amsterdam), Jan Janssen (Amsterdam), Jan Kieft (Amsterdam), Ferdinand Lambert (Alkmaar), H. J. Reder (Amsterdam), Johan Schmitt (Amsterdam) | 0941,75 |
| 3    | BelgienJean de Hoe, Paul Mangin, Auguste van Ackere, Albert van de Roye, Leon van de Roye, Vital Verdickt | 0906,75 |
| 4    | Luxemburg (mit zwei Ersatzturnern)Charles Behm (Grund), André Bordang (Grund), Paul Fournelle (Luxemburg), Ernest Greiveldinger (Grund), Michel Hemmerling (Clausen), Jean Lacaff (Luxemburg), J. Mersch (Pfaffenthal), P. Strasser (Grund) | 0784,75 |

### Einzelmehrkampf
| Rang | Turner             | Punkte |
| ---- | ------------------ | ------ |
| 1    | Marcel Lalu        | 185,50 |
| 2    | Daniel Lavielle    | 184,25 |
| 3    | Lucien Démanet     | 179,25 |
| 4    | Georges Dejaeghère | 176,50 |
| 5    | Pierre Payssé      | 173,75 |
| 6    | H. J. Reder        | 169,75 |
| 7    | Ferdinand Lambert  | 168,75 |
| 7    | Joseph Martínez    | 168,75 |
| 9    | Johan Schmitt      | 163,75 |
| 10   | Jean de Hoe        | 156,25 |
| 11   | Paul Mangin        | 154,50 |
| 12   | van de Roye        | 151,50 |

### Barren
| Rang | Turner          | Punkte |
| ---- | --------------- | ------ |
| 1    | Marcel Lalu     | 33,50  |
| 1    | Joseph Martínez | 33,50  |
| 3    | Pierre Payssé   | 32,75  |

### Pauschenpferd
| Rang | Turner             | Punkte |
| ---- | ------------------ | ------ |
| 1    | Georges Dejaeghère | 34,75  |
| 2    | Marcel Lalu        | 34,50  |
| 3    | Daniel Lavielle    | 33,75  |

### Reck
| Rang | Turner          | Punkte |
| ---- | --------------- | ------ |
| 1    | Marcel Lalu     | 36,00  |
| 2    | Joseph Martínez | 35,75  |
| 3    | Lucien Démanet  | 35,50  |
| 3    | Pierre Payssé   | 35,50  |

## Medaillenspiegel
| Rang | Land        |   |   |   | Gesamt |
| ---- | ----------- | - | - | - | ------ |
| 1    | Frankreich  | 6 | 3 | 5 | 14     |
| 2    | Niederlande | — | 1 | — | 1      |
| 3    | Belgien     | — | — | 1 | 1      |
| 4    | Luxemburg   | — | — | — | 0      |